# Legion Austriacki (III Rzesza)
Legion Austriacki (niem. Österreichische Legion, ÖL) – organizacja polityczno-paramilitarna, założona w 1933 roku, z inicjatywy Viktora Lutze, składająca się głównie z austriackich narodowych-socjalistów. Później jego członkowie weszli w skład oddziałów SA i NSDAP, których szkolono i uzbrajano. Na początku swego istnienia liczyła 3500 członków, a następnie rozrosła się do liczby 9000.
Celem działań legionu, było przygotowanie planu inwazji i anschlussu Austrii, propagowanie nazizmu wśród Austriaków, usuwanie przeciwników politycznych na terenach Austrii, szkolenie wojskowe na terenie Austrii, a później dostarczanie uzbrojenia i amunicji.
W dniu 13 marca 1938, legion rozwiązano. Na początku kwietnia 1938 roku, ok. 10 000 członków tego legionu zasiliło sztafety Sturmabteilung.